# Augustin Grischow
Augustin Grischow (n. 13 decembrie 1683 la Anklam - d. 10 noiembrie 1749 la Berlin) a fost un matematician și meteorolog german.
În 1707 a absolvit Universitatea din Jena, obținând gradul de magistru.
Timp de 17 ani a funcționat ca profesor de matematică la Colegiul De Medicină și Chirurgie din Berlin.
Timp de 26 de ani s-a ocupat cu observații meteoroologice și cu redactarea almanahurilor.
Cea mai importantă lucrare a sa a fost Isagoge ad Studio Mathematica, apărută la Jena în 1712.
Scrierile sale au fost publicate în Mémoires de Travaux, în Miscellania Berlinensis și în Mémoires de L'Académie din Berlin.
A redactat calendarul publicat de Academia de Științe din Berlin, ultimul calendar fiind întocmit în latină (1749).
A mai scris o serie de lucrări de filozofie.
Fiul său a fost matematicianul și astronomul August Nathanael Grischow.